# 잉락 친나왓
잉락 친나왓(영어: Yingluck Shinawatra, 태국어: ยิ่งลักษณ์ ชินวัตร /ʒîŋɾɐ́k̚ ʃīnnɐʋɐ́t̚/, 문화어: 잉락 쉬나와트라, 1967년 6월 21일)은 태국의 하카계 화교 출신 여성 정치인으로 중국어 이름은 츄잉러(중국어: 丘英樂, 병음: Qiū yīnglè)이다. 탁신 친나왓의 막내 여동생으로 태국 최초의 여성 총리이며, 2011년 8월 5일 총리 임기를 시작하였다.

## 생애
1967년 6월 21일 중국 이민자인 친나왓 가의 러트 친나왓의 아홉 자녀 중 막내 딸로 태국 산캄파엥에서 태어났다. 오빠는 태국 제 23대 총리로 쿠데타로 쫓겨난 탁신 친나왓이다.
1988년 치앙마이 대학 정치학부를 졸업한 후 미국에 유학, 1991년 켄터키 주립대학에서 행정학 석사를 취득하였다. 귀국 후에 친나왓 일족의 동족 기업인 친나왓 다이렉토리(Shinawatra Directories Co., Ltd)에 입사하였다. 현재는 어드밴스드 정보 서비스(Advanced Info Service Public Company Ltd)의 사장을 맡고 있다.
잉락 친나왓은 타이콤 재단의 위원이자 비서이다. 누이의 회사인 〈엠 링크 아시아 회사 PCL〉(M Link Asia Corporation PCL) 관리 이사인 아누손 아몬차트(Anusorn Amornchat)와 사실혼 관계이며, 그 남편과의 사이에 아들 하나를 두고 있다. 시누이인 야오와파 웡사왓은 전 총리였던 솜차이 웡사왓의 아내이다.

## 정치

### 프어타이당의 창당
2006년 타이 쿠데타로 잉락의 오빠인 탁신 친나왓이 이끄는 타이락타이 연합이 전복되었다. 타이락타이당은 군부 쿠데타가 지정한 군법재판소에서 2007년 5월 30일 강제 해체되었다. 그 후 타이락타이 당의 지지자들은 ‘민중권력당’(영어: Phak Palang Prachachon 팍 파랑 프라차촌[*])을 결성했다. 이 당은 2007년 12월 23일 군사정권이 실시한 선거에서 승리를 거두었다. 그러나 민중권력당도 2008년 12월 2일에 활동이 금지되었다. 그러나 민중권력당의 지지자들은 또 다시 프어타이당을 창당하고, 잉락에게 당수가 되어 줄 것을 요청하였다. 그러나 그녀는 총리가 되기를 원하지 않는다고 거절을 했으며, 그녀의 사업에 집중을 했다. 그리하여 용유스 위차이딧이 당수가 되었다.

### 2011년 타이 총선
2011년 7월 3일 시행된 태국 국민 의회의 인민 대표원 총선거에서, 프아타이당(Pheu Thai Party, PTP; →타이를 위해) 총리 후보로 선거전을 벌여 전체 500석 중 263석을 획득하면서 승리를 거뒀고, 2011년 8월 5일 총리 임기를 시작하였다.

### 실각
2014년 5월 7일 태국 헌법재판소는 잉락 친나왓 총리가 2011년 타윈 플리안스리 전 국가안보위원회 위원장을 경질한 것이 권력남용이라고 판결하였고 이로 인하여 실각하였다.

## 같이 보기
- 태국의 총리
- 제60차 태국 내각